# Peter Zeis
Peter Zeis (* 13. Mai 1989 in Bamberg) ist ein deutscher Basketballspieler. Er spielte ab 2011 beim BBC Bayreuth in der höchsten deutschen Spielklasse (Basketball-Bundesliga). Im Wintersemester 2010/2011 begann er, die Fächer Wirtschaft und Sport auf Lehramt an der Universität Bayreuth zu studieren. Er ist der Sohn von Wolfgang Zeis.
Nach Ablauf der Saison 2014/2015 gab er bekannt, zunächst vom professionellen Leistungssport zurückzutreten, und sich auf sein Studium zu konzentrieren. Er legte eine Basketballpause ein und verbrachte zudem Zeit in Neuseeland. Im Sommer 2017 schloss er sich dem Regionalligisten TSV Oberhaching-Deisenhofen an. Im Spieljahr 2018/19 kehrte er zur Mannschaft des VfL Treuchtlingen (ebenfalls Regionalliga) und kehrte im Sommer 2019 zu Oberhaching-Deisenhofen (mittlerweile in die 2. Bundesliga ProB aufgestiegen) zurück.